# Jesús Huerta de Soto
Jesús Huerta de Soto Ballester (ur. 23 grudnia 1956 w Madrycie) – hiszpański ekonomista i filozof polityki, przedstawiciel austriackiej szkoły ekonomii, profesor ekonomii politycznej na Universidad Rey Juan Carlos w Madrycie.

## Życiorys
Uzyskał dwa stopnie doktorskie: jeden z prawa w 1984 r., a drugi z ekonomii w 1992 r. – oba na Uniwersytecie Complutense w Madrycie. Otrzymał stypendium Banku Hiszpanii i studiował na Uniwersytecie Stanforda, gdzie uzyskał stopień MBA. W 1979 r. Huerta de Soto został profesorem ekonomii politycznej Szkoły Prawa i Nauk Społecznych Uniwersytetu Jana Karola w Madrycie. Dodatkowo, próbując rozpropagować paradygmat austriackiej szkoły ekonomii w całej Europie i reszcie świata, od października 2007 r. prowadzi jedyne oficjalne studia magisterskie z dziedziny ekonomii austriackiej, które są uznawane w całej Unii Europejskiej. W maju 2004 roku założył i został dyrektorem czasopisma naukowego Procesos de Mercado: revista europea de economía política [Procesy Rynkowe: Europejski Przegląd Ekonomii Politycznej] – funkcję tę sprawuje do tej pory. Dwa razy do roku czasopismo publikuje artykuły na temat szkoły austriackiej we wszystkich oficjalnych językach Unii Europejskiej. Huerta de Soto ma na swoim koncie wiele osiągnięć naukowych, do których zalicza się jego książka Planes de pensiones privados [Prywatne systemy emerytalne], za którą w 1983 r. król Juan Carlos przyznał mu nagrodę Premio Internacional de Economía [Międzynarodowa Nagroda za Osiągnięcia w Naukach Ekonomicznych Króla Jana Karola].
Huerta de Soto jest również członkiem Ludwig von Mises Institute, był patronem Fundación Instituto Madrileño de Estudios Avanzados (IMDEA) Ciencias Sociales [Madrycki Instytut Studiów Zaawansowanych, Nauki Społeczne] i wiceprezesem Mont Pelerin Society (2000-2004). Należy do redakcji Quarterly Journal of Austrian Economics, The Journal of Markets and Morality i New Perspectives on Political Economy, a także jest współtwórcą Sociedad para el Estudio de la Acción Humana [Towarzystwo Badań nad Ludzkim Działaniem]. Oprócz tego bardzo blisko współpracuje z Instituto Juan de Mariana w Madrycie. W 2009 r. Uniwersytet Francisco Marroquina przyznał Huercie de Soto jego pierwszy doktorat honoris causa, następnymi nagrodziły go Uniwersytet Alexandru Ioan Cuza w Iași (Rumunia, 2010) i Uniwersytet Finansowy przy Rządzie Federacji Rosyjskiej w Moskwie (2011), instytucja założona przez Lenina w 1919 r. Z innych międzynarodowych laurów otrzymał Nagrodę Adama Smitha, przyznawaną przez Centre for New Europe w Brukseli (2005), Nagrodę im. Franza Cuhela za wybitne osiągnięcia w edukacji ekonomicznej przyznawaną przez Uniwersytet Ekonomiczny w Pradze (2006), Gary G. Schlarbaum Prize for Liberty (Salamanka, 2009) i medal Foment del Treball Nacional (Barcelona, 2009). Wreszcie, 21 czerwca 2013 otrzymał Złoty Medal Hayeka na Uniwersytecie w Getyndze (Niemcy).

## Twórczość
Do jego najbardziej uznanych osiągnięć należy studium przedsiębiorczości i niemożliwości funkcjonowania socjalizmu, przedstawione w książce Socjalizm, rachunek ekonomiczny i funkcja przedsiębiorcza (2010, polskie wydanie 2011), rozwinięcie austriackiej teorii cyklu koniunkturalnego w książce Pieniądz, kredyt bankowy i cykle koniunkturalne (2006, polskie wydanie 2009) oraz teorii efektywności dynamicznej w jego książce Sprawiedliwość a efektywność (2009, polskie wydanie 2010). Huerta de Soto twierdzi, że analiza rzeczywistości społecznej wymaga odpowiedniego połączenia trzech podejść: teoretycznego (von Mises), historyczno-ewolucyjnego (Hayek) i etycznego (Rothbard). Prace Jesúsa Huerty de Soto przetłumaczono na dwadzieścia jeden języków, w tym rosyjski, chiński, japoński i arabski. Pod względem ideologicznym profesor wyraża opinię o wyższości teoretycznej anarchokapitalizmu nad liberalizmem klasycznym. Broni również poglądu o konieczności pełnej liberalizacji gospodarczej i całkowitej przebudowy obecnego systemu finansowego: powrocie do standardu złota i wymogu 100-procentowej rezerwy w bankowości. Podziela pogląd innych myślicieli, jak Murray Rothbard, że szkoła z Salamanki, z czasów złotej epoki Hiszpanii, była w dziedzinie filozofii, prawa i ekonomii prekursorką szkoły austriackiej i liberalizmu ekonomicznego – tj. kolebką tego, co dziś nazywamy „naukami ekonomicznymi”. W świecie ekonomii dobrze znana jest jego obrona waluty euro, która według Huerty de Soto działa podobnie do standardu złota i jest w stanie trzymać w ryzach polityków, biurokratów i różne grupy interesu.
Huercie de Soto udało się stworzyć prawdziwą szkołę myśli ekonomicznej, złożoną z młodych naukowców i studentów, do których należą m.in. Philipp Bagus, Miguel Ángel Alonso Neira, David Howden, Gabriel Calzada, Javier Aranzadi del Cerro, Óscar Vara Crespo, Adrián Ravier, Juan Ramón Rallo, Miguel Anxo Bastos Boubeta i María Blanco. Od 2011 r. Huerta de Soto jest członkiem Partido de la Libertad Individual (P-Lib, Partia Wolności Osobistej).

## Książki
- Planes de pensiones privados (ang. „Private Pension Benefits”, 1984)
- Lecturas de economía política, red. (ang. „Readings in Political Economy”, 3 t., 1984-1987)
- Socialism, Economic Calculation, and Entrepreneurship (2010, polskie wydanie: „Socjalizm, rachunek ekonomiczny i funkcja przedsiębiorcza”, Instytut Misesa, 2011)
- Estudios de economía política (ang. „Studies in Political Economy”, 1994)
- Money, Bank Credit, and Economic Cycles (2006, polskie wydanie: „Pieniądz, kredyt bankowy i cykle koniunkturalne”, Instytut Misesa, 2009, dostępne na stronie autora https://web.archive.org/web/20121104032224/http://www.jesushuertadesoto.com/books_polish/dinero_polaco.pdf) Do ściągnięcia ze strony amerykańskiego Mises Institute w formacie PDF
- La escuela austríaca: mercado y creatividad empresarial (ang. „The Austrian School: Market Process and Entrepreneurial Creativity”, polskie wydanie: „Szkoła austriacka, ład rynkowy, wolna wymiana i przedsiębiorczość”, Fijorr Publishing)
- Nuevos estudios de economía política (ang. „New Studies in Political Economy”, 2002)
- Ahorra y previsión en el seguro de vida (2006)
- The Theory of Dynamic Efficiency (2009, polskie wydanie: “Sprawiedliwość a efektywność”, Fijorr Publishing)
- „Wielkie Oszustwo. Dlaczego ten wielki kryzys?”[3]
- „W obronie Euro”, film dokumentalny na podstawie eseju Jesús Huerta de Soto o tym samym tytule[4]